# Famiglia indigente
Famiglia indigente (in francese: Famille indigente; in inglese: Charity) è un'opera del pittore William-Adolphe Bouguereau.

## Storia e descrizione
William Bouguereau, uno dei più noti pittori accademici francesi dell'Ottocento, si confrontava in questo dipinto con il tema dell'indigenza - nuovo per lui - ma la critica d'arte mostrò poco entusiasmo, giudicando il soggetto poco affine al temperamento dell'artista, che prediligeva la bellezza muliebre, la grazia, una visione gioiosa della vita. L'opera fu dunque accolta al Salon parigino del 1865 con una certa freddezza, perché l'autore non era stato in grado, secondo i critici, di produrre un sentimento di compassione, nei confronti di questa madre con figli che non nascondeva la sua povertà e stendeva la mano per chiedere la carità.
L'impianto, di tipo piramidale, era riferibile ad una classica Madonna con Bambino e san Giovannino, ispirata alla pittura religiosa manieristica italiana, che si rifaceva a modelli raffaelleschi. La pittura attentamente rifinita, in qualche modo  levigata di Bouguereau era assai lontana dalla immediatezza e dalla semplicità di una scena ripresa dal vero. Le figure erano raggruppate a formare una massa unita: uno schema studiato attentamente, al cavalletto. Il vestito stracciato del ragazzo di sinistra, l'orlo consumato e impolverato della gonna della madre, i piedi nudi volevano documentare la povertà di questa famiglia; ma per le velature sugli incarnati i volti apparivano distesi, privi di sofferenza e di denutrizione: quindi il messaggio risultava poco credibile.
Questa famiglia povera chiede la carità ai piedi della chiesa della Madeleine. A destra è affisso un manifesto, datato 1844, con l'annuncio di una predica sulla Carità del padre domenicano Lacordaire. Sullo sfondo, si vede il profilo di un edificio classicheggiate, forse uno dei due edifici gemelli di piazza del Campidoglio, a Roma. 

### Esposizioni
- 1865, Salon, Parigi (n. 256)
- 1974-1975, William-Adolphe Bouguereau, New York[3]
- 1984-1985, William Bouguereau, Parigi, Monreale, Hartford[4]
- 1991-1992, Il lavoro dell'uomo da Goya a Kandinskij, Braccio di Carlo Magno, Città del Vaticano[5]